# Bayer 04 Leverkusen (Frauenfußball)
Bayer 04 Leverkusen ist ein Fußballunternehmen aus Leverkusen. Die Frauenfußballabteilung besteht seit dem 1. Juli 2008 durch die Übernahme der Frauenfußballabteilung des TuS Köln rrh. Die erste Mannschaft spielte von 2010 bis 2017 und seit 2018 erneut in der Bundesliga. Die zweite Mannschaft tritt in der Regionalliga West (drittklassig) an. Dazu kommen drei Mädchenmannschaften.

## Geschichte

### SSG 09 Bergisch Gladbach (bis 1996)
Die Wurzeln der Abteilung befinden sich bei der SSG 09 Bergisch Gladbach. Die Mannschaft dominierte von den späten 1970er bis Ende der 1980er Jahre den deutschen Frauenfußball. Zwischen 1977 und 1989 wurde sie neunmal deutscher Meister. Der DFB-Pokal konnte dreimal gewonnen werden. 1981 vertrat die Mannschaft Deutschland bei einer inoffiziellen Weltmeisterschaft in Taiwan und wurde Turniersieger. 1990 gehörte Bergisch Gladbach zu den Gründungsmitgliedern der Bundesliga und wurde in deren ersten Saison Dritter der Nordgruppe. Danach ging es langsam bergab und 1994 stieg die Mannschaft aus der Bundesliga ab. Nachdem sie 1996 an der Qualifikation zur Aufstiegsrunde gescheitert war, trat die Abteilung geschlossen zum TuS Köln rrh. über.

### TuS Köln rrh. (1996 bis 2008)
Nach einigen Platzierungen im Mittelfeld stieg die Mannschaft 1999 aus der damals zweitklassigen Regionalliga West ab. Nach dem sofortigen Wiederaufstieg zeigte die Erfolgskurve wieder nach oben. Nach der Saison 2003/04 hatte sich der Verein als Vierter sportlich für die neu eingeführte 2. Bundesliga qualifiziert, verzichtete jedoch aus organisatorischen Gründen auf die Teilnahme. Ein Jahr später wurde das Team Meister und nahm dieses Mal den Aufstieg wahr. In der 2. Bundesliga wurde man zweimal Vierter und einmal Fünfter. 2008 erreichte die Mannschaft das Pokalhalbfinale. Vor über 3.000 Zuschauern unterlag sie jedoch dem 1. FC Saarbrücken mit 0:2.

### Bayer 04 Leverkusen (seit 2008)
Trotz des sportlichen Erfolges scheiterte der Verein jedoch daran, neue Sponsoren zu finden, um den angestrebten Aufstieg in die Bundesliga zu schaffen. Etwa gleichzeitig äußerte Bayer 04 Leverkusen ein Interesse, eine Frauenfußballabteilung aufzubauen. Am 5. Juni 2008 löste sich die Frauenfußballabteilung des TuS Köln rrh. auf und wechselte geschlossen zu Bayer 04 Leverkusen. Nachdem die Saison 2008/09 mit Platz sieben abgeschlossen worden war, gelang der Mannschaft in der Folgesaison als Meister der 2. Bundesliga Süd der Aufstieg in die 1. Bundesliga. Dort stand man nach drei Spieltagen ohne Punktgewinn und Torerfolg zunächst auf dem letzten Tabellenrang, konnte letztlich bereits drei Spieltag vor Saisonende den Klassenerhalt sichern und beendete die Saison auf Rang acht. 2011/12 verpasste man zwar als Tabellenelfter den sportlichen Klassenerhalt, blieb jedoch erstklassig, da der Hamburger SV seine Mannschaft vom Bundesligaspielbetrieb zurückzog. In der folgenden Spielzeit lief es unter dem neuen Trainer Thomas Obliers wieder deutlich besser und man konnte die Saison auf Platz acht abschließen. Auch in den beiden folgenden Spielzeiten wurden Plätze im unteren Mittelfeld der Tabelle erreicht. Im Jahre 2017 stiegen die Leverkusenerinnen ab und ein Jahr später wieder auf.

## Persönlichkeiten

### Kader der Saison 2025/26
Stand: 31. Juli 2025
(Sortierung nach Trikotnummer)
| 1  | Charlotte Voll    | Deutschland |
| 27 | Friederike Repohl | Deutschland |
| 34 | Anne Moll         | Deutschland |
| 35 | Louisa Remien     | Deutschland |

| 02 | Selina Ostermeier | Deutschland         |
| 03 | Melissa Friedrich | Deutschland         |
| 05 | Claudia Wenger    | Osterreich          |
| 18 | Julia Mickenhagen | Deutschland         |
| 24 | Lilla Turányi     | Ungarn              |
| 28 | Shen Menglu       | China Volksrepublik |
| 31 | Paula Schwartze   | Deutschland         |
| 37 | Carlotta Wamser   | Deutschland         |
| 56 | Juliette Vidal    | Frankreich          |

| 06 | Katharina Piljić | Deutschland Kroatien |
| 08 | Paulina Bartz    | Deutschland          |
| 10 | Estrella Merino  | Deutschland          |
| 11 | Kristin Kögel    | Deutschland          |
| 16 | Sofie Zdebel     | Deutschland          |
| 19 | Loreen Bender    | Deutschland          |
| 22 | Ruby Grant       | England              |
| 30 | Ida Daedelow     | Deutschland          |

| 07 | Cornelia Kramer | Danemark                  |
| 09 | Caroline Kehrer | Kanada Vereinigte Staaten |
| 13 | Vanessa Haim    | Deutschland               |
| 17 | Valentina Mädl  | Osterreich                |
| 21 | Vanessa Fudalla | Deutschland               |
| 41 | Amy Wrigge      | Deutschland               |

### Bekannte ehemalige Spielerinnen
| - Feride Bakir (türkische Nationalspielerin) - Dina Blagojević (serbische Nationalspielerin) - Jill Bayings (niederländische Nationalspielerin) - Eunice Beckmann (U-19-Europameisterin 2011) - Johanna Elsig (U-19-Europameisterin 2011) - Marina Hegering (U-20-Weltmeisterin 2010) - Kathrin Hendrich (deutsche Nationalspielerin) - Isabel Kerschowski (deutsche Nationalspielerin) | - Isabelle Linden (Europameisterin 2013) - Milena Nikolic (bosnische Nationalspielerin) - Theresa Panfil (U-20-Weltmeisterin 2014) - Marith Prießen (U-20-Weltmeisterin 2010) - Lisa Schmitz (U-19-Europameisterin 2011) - Sally Shipard (australische Nationalspielerin) - Shelley Thompson (deutsche Nationalspielerin) |

## Statistik
Grün unterlegte Spielzeiten kennzeichnen einen Aufstieg, rot unterlegte einen Abstieg.
| Saison  | Liga              | Platz | S  | U  | N  | Tore  | Punkte | DFB-Pokal     |
| ------- | ----------------- | ----- | -- | -- | -- | ----- | ------ | ------------- |
| 2008/09 | 2. Bundesliga Süd | 07.   | 06 | 07 | 09 | 47:40 | 25     | 2. Runde      |
| 2009/10 | 2. Bundesliga Süd | 01.   | 17 | 03 | 02 | 62:19 | 54     | Achtelfinale  |
| 2010/11 | Bundesliga        | 08.   | 06 | 03 | 13 | 32:67 | 21     | 2. Runde      |
| 2011/12 | Bundesliga        | 11.   | 04 | 03 | 15 | 22:55 | 15     | 2. Runde      |
| 2012/13 | Bundesliga        | 08.   | 06 | 08 | 08 | 31:40 | 26     | 2. Runde      |
| 2013/14 | Bundesliga        | 07.   | 07 | 05 | 10 | 44:38 | 26     | Achtelfinale  |
| 2014/15 | Bundesliga        | 09.   | 05 | 05 | 12 | 23:42 | 20     | Achtelfinale  |
| 2014/15 | Bundesliga        | 09.   | 05 | 05 | 12 | 23:42 | 20     | Achtelfinale  |
| 2015/16 | Bundesliga        | 10.   | 06 | 03 | 13 | 21:56 | 21     | Achtelfinale  |
| 2016/17 | Bundesliga        | 11.   | 02 | 03 | 17 | 16:53 | 09     | Halbfinale    |
| 2017/18 | 2. Bundesliga Süd | 03.   | 13 | 02 | 07 | 47:37 | 41     | 2. Runde      |
| 2018/19 | Bundesliga        | 10.   | 05 | 03 | 14 | 22:75 | 18     | Viertelfinale |
| 2019/20 | Bundesliga        | 10.   | 05 | 02 | 15 | 22:51 | 17     | Halbfinale    |
| 2020/21 | Bundesliga        | 05.   | 10 | 03 | 09 | 32:39 | 33     | 2. Runde      |
| 2021/22 | Bundesliga        | 07.   | 06 | 04 | 12 | 31:50 | 22     | Halbfinale    |
| 2022/23 | Bundesliga        | 05.   | 09 | 03 | 10 | 31:28 | 30     | Achtelfinale  |
| 2023/24 | Bundesliga        | 06.   | 08 | 07 | 07 | 34:25 | 31     | Viertelfinale |
| 2024/25 | Bundesliga        | 04.   | 13 | 4  | 5  | 38:21 | 43     | Viertelfinale |
| 2025/26 | Bundesliga        |       |    |    |    |       |        | laufend       |

## Erfolge
- Aufstieg in die Bundesliga: 2010, 2018
- DFB-Hallenpokalsieger: 2015

## Weitere Mannschaften

### Zweite Mannschaft
| Saison  | Liga | Platz       | Tore  | Punkte |
| ------- | ---- | ----------- | ----- | ------ |
| 2008/09 | IV   | 3. Platz    | 64:30 | 48     |
| 2009/10 | IV   | 1. Platz ▲  | 87:17 | 56     |
| 2010/11 | III  | 5. Platz    | 58:49 | 40     |
| 2011/12 | III  | 5. Platz    | 56:47 | 39     |
| 2012/13 | III  | 3. Platz    | 46:40 | 41     |
| 2013/14 | III  | 2. Platz    | 58:33 | 52     |
| 2014/15 | III  | 8. Platz    | 45:47 | 33     |
| 2015/16 | III  | 11. Platz   | 42:69 | 27     |
| 2016/17 | III  | 8. Platz    | 57:55 | 38     |
| 2017/18 | III  | 11. Platz ▼ | 56:57 | 28     |
| 2019/20 | IV   | 1. Platz ▲  | 35:08 | 11     |
| 2020/21 | III  | 8. Platz    | 15:18 | 09     |
| 2021/22 | III  | 8. Platz    | 76:60 | 43     |
| 2022/23 | III  | 5. Platz    | 59:42 | 39     |
| 2023/24 | III  | 5. Platz    | 61:48 | 40     |
| 2024/25 | III  | 8. Platz    | 44:47 | 35     |

Die zweite Mannschaft spielte (wie zuvor auch die Zweitvertretung des TuS Köln rrh.) in den Spielzeiten 2008/09 und 2009/10 in der Verbandsliga Mittelrhein. Zur Spielzeit 2010/11 gelang ihr der Aufstieg in die Regionalliga West, der dritthöchsten deutschen Spielklasse für Frauen. Nach der Saison 2017/18 stieg die Mannschaft in die viertklassige Mittelrheinliga ab. Der Wiederaufstieg gelang zur Sason 2020/21.

### Mädchenteams
Die B-Juniorinnen gehören seit Gründung im Jahr 2012 der B-Juniorinnen-Bundesliga West an und spielten dort um den Einzug in die Endrunde um die deutsche Meisterschaft. In der Saison 2022/23 wurden sie im Finale gegen die SpVg Aurich Deutscher Meister. Die Juniorinnen treten nach der Abschaffung der B-Juniorinnen-Bundesliga zur Saison 2024/2024 in der U17-Regionalliga-West an. Seit 2010 nimmt die Mannschaft am Gütersloher Hallenmasters, dem größten deutschen Hallenturnier für B-Juniorinnen, teil und belegte dort 2011 und 2014 jeweils Platz zwei und 2010 Platz drei. In den Jahren 2018 und 2019 konnten die B-Juniorinnen das Turnier gewinnen. Die C-Juniorinnen treten seit der Saison 2013/14 in der U-17-Regionalliga an. Die D-Juniorinnen spielen seit der Saison 2018/2019 in der Junioren Leistungsstaffel des Fussballkreises Berg.

## Stadion
Die Bundesligamannschaft trug ihre Heimspiele zunächst auf der Kurt-Rieß-Anlage in Leverkusen aus, die 2.000 Zuschauern Platz bot. Seit dem Abschluss der Bauarbeiten im Ulrich-Haberland-Stadion und der Genehmigung durch den DFB spielte die Mannschaft in diesem. Seit der Saison 2016/17 trainiert die Mannschaft im Nachwuchsleistungszentrum Kurtekotten in Köln. Dort bestreiten auch die zweite Mannschaft und die Juniorinnen ihre Heimspiele.

## Trikotsponsoren
- 2008–2011: Teldafax Energy
- 2011–2013: keiner
- 2013–2016: LG
- 2016−0000: Barmenia

## Trainer
- 2008–2012: Doreen Meier[5]
- 2012–2017: Thomas Obliers[6]
- 201700000: Malte Dresen[7]
- 2017–2019: Verena Hagedorn[8]
- 2019–2022: Achim Feifel[9]
- 2022–2024: Robert de Pauw[10]
- 2024–0000: Roberto Pätzold[11]